# 楮貨
楮貨（チョファ、ちょか）は、李氏朝鮮の最初の法貨で、楮紙製の紙幣。名目貨幣として導入された。

## 概要
高麗時代においては鉄銭や銅銭、銀銭とともに楮銭の発行、普及が行われたが定着せず、恭譲王3年（1391年）に楮貨流通政策が決定したが翌年に高麗王朝が滅亡したために施行されなかった。
第3代朝鮮王太宗治世中に1401年に左議政・河崙の建議により導入され法貨とされた。楮注紙製のものと楮常紙製のものがあり、楮常紙製の楮貨は長さ一尺一寸（約33センチメートル）、幅が一尺（30センチメートル）であった。司贍署(司贍寺)が発行担当官府とされ、楮貨1枚辺りの価値を米2升または布1疋と定められた。
塩の専売制が採られた李氏朝鮮において塩と交換可能な物品が布と米、雑穀であったこともあり、楮貨は庶民の流通市場では嫌われ、布貨などの物品貨幣の方が使用された。これにより1403年に司贍署の廃止をもって楮貨制は一旦中断されるが、1410年に議政府の建議を受け司贍署と楮貨制は復活し、楮貨の価値は楮貨1枚＝米1升、楮貨30枚＝木綿1疋と定めらる。
これに対して太宗は楮貨の維持と布貨の規制を行う。布貨の使用に布帛税を課して規制するが布帛税の徴収にあたり、楮貨一枚未満の額の処理に銅銭鋳造の必要性が浮上した。この為に朝鮮通宝鋳造に着手しようとするが、楮貨流通を阻害するとの司諫院の意見と銅銭流通の噂が流れて楮貨の価値が暴落したのを受け太宗治世中での朝鮮通宝発行は見送られた。
後に連年の凶作を理由に楮貨の当分の使用を中止する布告が出されたり、第4代朝鮮王世宗治世中の朝鮮通宝で価値が暴落したりしたが法貨としては存続し、第11代朝鮮王中宗治世中においては楮貨と銅銭の使用が積極的に勧められた。
第19代朝鮮王粛宗治世中の1678年に常平通宝のみが唯一の法貨とされ、法貨としての役割が終わる。